# ماپیریپان
ماپیریپان (انگلیسی: Mapiripán) نام شهری در کشور کلمبیا است.